# Politická geografie

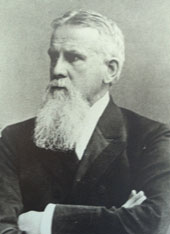
Friedrich Ratzel je označován za otce politické geografie

Politická geografie je vědní disciplína rozvíjející se na pomezí geografie a politologie - spjatá s historií, sociologií, státním i mezinárodním právem. Zabývá se zvláštnostmi politického a státního zřízení, forem vlády, územně správního uspořádání, formováním státního území, specifiky polohy státu, jeho hranic, analýzou rozložení politických sil, geografickými zvláštnostmi voleb do různých orgánů moci. V obecném povědomí patří do soustavy geografických věd, do skupiny sociogeografických disciplín.

## Vývoj
Kořeny politické geografie sahají snad až k aristotelovskému modelu dokonalého státu. Pojem politická geografie použil jako první Jacques Turgot v traktátu "O politické geografii". Z počátku šlo o souhrn informací o politické organizaci států, o nových, nejčastěji koloniálních územích, včleňovaných do světového hospodářství. Za zakladatele politické geografie se považuje Friedrich Ratzel, když v roce 1897 napsal svou Politische Geographie. Politická geografie byla dlouho označována za vědu, studující prostorové aspekty politických procesů, zbavovala se tak vlastního předmětu výzkumu, jenž je pro vědu důležitý. Až Richard Hartshorne řekl, že politická geografie studuje územní politické jednotky, především státy.

## Předmět výzkumu
Jako každá věda, tak i politická geografie má svůj předmět výzkumu. V moderní politické geografii se jedná především o:
- Jak a proč se státy a organizace formují do regionálních uskupení, ať už formálních (např. Evropská unie) tak neformálních (např. Třetí svět)
- Vztahy mezi státy a jejich bývalými koloniemi
- Vztahy mezi vládou a lidmi
- Funkce, delimitace a demarkace hranic
- Vliv geografických faktorů na politiku
- Elektorální (volební) geografie

## Významné osobnosti
- Friedrich Ratzel
- Richard Hartshorne
- Halford Mackinder
- Isaiah Bowman
- Peter Kropotkin
- Yves Lacoste
- Peter J. Taylor
- Ellen Churchill Semple
- Jacques Ancel
- Jean Gottmann